# Goró Nakamura
Goró Nakamura (中村 梧郎, Nakamura Gorō, * 1940, Okaja) je japonský zpravodajský fotograf aktivní ve 20. století. Je známý jako hostující výzkumník ve společnosti Keiai University Institute for Environmental Information, zástupce ředitele Institutu pro současnou fotografii a člen Japonské společnosti profesionálních fotografů a zástupce ředitele fotografické skupiny Japan Realism Photography Group. Jeho fotografie jsou ve sbírce Tokijského muzea fotografie. V roce 1983 získal cenu Nobua Iny.

## Životopis
Narodil se v roce 1940 ve městě Okaja v prefektuře Nagano. Vystudoval střední školu Suwa Seirjó v prefektuře Nagano a Technickou fakultu Univerzity Čuo.
Pořídil reportáž z války ve Vietnamu od roku 1970 a vydal díla, která vyjadřují škody na lidském zdraví a životním prostředí způsobené defolianty. Na základě doporučení Kena Domona a dalších získal řadu ocenění, například cenu Nobua Iny, počínaje Velkou cenou JRP Open Call Exhibition „Viewpoint“ v roce 1976. Dílo „Moje matka byla vystavena defoliantům“ (Šinčo Bunko) se za 20 let stal vysoce prodávaným produktem s více než 270 000 kopiemi.
Rozšířil dokumentární fotografii na bývalé americké a jihokorejské vojáky, kteří se účastnili války ve Vietnamu, a pořádal putovní výstavy v různých částech Spojených států. V červnu 2007 zahájil televizní dokumentární program společnosti Nagano Broadcasting Co., Ltd. „... 30 let zpravodajského fotografa Goro Nakamury“, národní vysílání (cena Japonské národní asociace komerčních vysílacích společností 2007, kategorie TV News Program) Award Excellence Award.

## Ceny a ocenění
- 1976: získal Velkou cenu na 1. otevřené výstavě výzev „Vyhlídka“.
- 1979: Cena Japonského kongresu novinářů (JCJ).
- 1983: Cena Nobua Iny, ve stejném roce byl jedním z finalistů Ceny Eugena Smitha. Ve stejném roce byla zveřejněna fotografie „Matka byla vystavena defoliantům“ (Šinčo Bunko).
- 1996: Zvláštní cena Japonského kongresu novinářů.
- 1999: působil jako odborný asistent a profesor na Fakultě regionálních věd Univerzity Gifu pro teorii médií a teorii environmentální kultury.
- 2003: vietnamská vláda udělila cenu za informace a kulturu.
- 2005: výstava „30 let defoliants“ v Ósace a Tokiu. Ve stejném roce vyšlo v Iwanami Hyundai Bunko revidované nové vydání „Moje matka byla vystavena defoliancím“.[6]
- 2006: obdržel 1. japonskou cenu za vědu a technologii pro novináře (JASTJ). V říjnu téhož roku se uskutečnila výstava „Defoliant New York Exhibition“[7] v galerii Johna Jaye na City University of New York.